# Panamá (Goiás)
Panamá is een gemeente in de Braziliaanse deelstaat Goiás. De gemeente telt 2.665 inwoners (schatting 2009).